# Cyprinella proserpina
Cyprinella proserpina är en fiskart som först beskrevs av Girard, 1856.  Cyprinella proserpina ingår i släktet Cyprinella och familjen karpfiskar. IUCN kategoriserar arten globalt som sårbar. Inga underarter finns listade i Catalogue of Life.